# 流行樂團

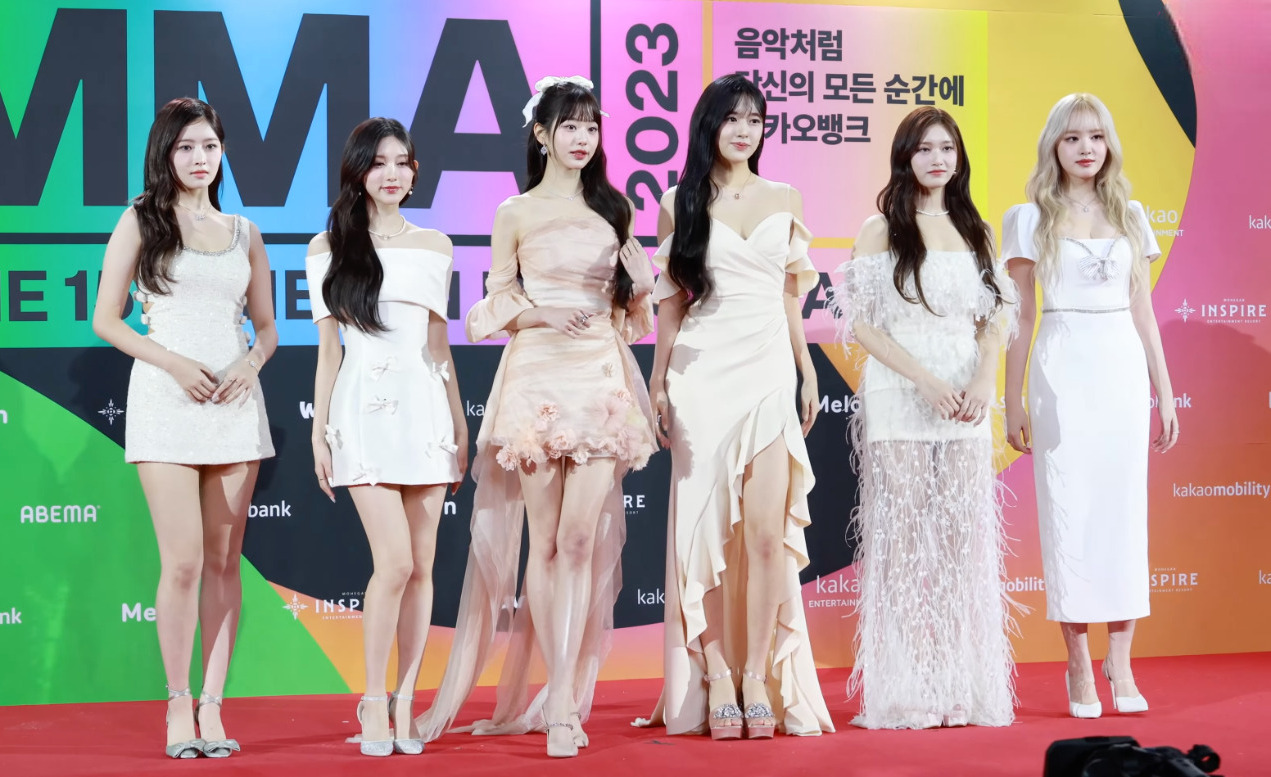
KPOP流行乐團 IVE

流行樂隊或流行樂團（英語：Pop band）為彈奏、演唱流行音樂的隊伍或團體。與男團、女團不同點在，流行樂團的全部或部分團員會演奏樂器，在音樂上常有交流，而且表演的樂曲通常由團員寫作。而男團、女團則由多名歌手組成，他們的成員通常只會有聲樂或舞蹈上的交流。
樂團、樂隊（英語：Band vs. Orchestra）為音樂演奏單位。當音樂演奏人數為2人或2人以上，甚至包含演唱時，就會被稱為一個樂團、樂隊。小型如流行、摇滚乐，在台灣經常被稱為樂團，而中國大陸和香港則稱為樂隊。由兩人組成的樂隊相對較少，如卡彭特乐队。中大型如管弦乐团、中樂團。
在英語中，不同人數的音樂合奏有不同的名稱：
- Duet（英语：Duet (music)）, duo（二重奏，duo亦可指二人組）
- Trio（三重奏）
- Quartet（英语：Quartet）（四重奏）
- Quintet（英语：Quintet）（五重奏）
- Sextet（英语：Sextet）（六重奏）
- Septet（英语：Septet）（七重奏）
- Octet（英语：Octet (music)）（八重奏）
- Nonet（英语：Nonet (music)）（九重奏）